# Eugene Jackson
Pour les articles homonymes, voir Jackson.
Eugene W. Jackson, né le 25 décembre 1916 à Buffalo (État de New York) et mort le 26 octobre 2001 à Compton (Californie), est un acteur américain.

## Biographie
Enfant, il fait ses débuts comme acteur dans la série Les Petites Canailles durant la période Pathé du muet. Il a rejoint la série pour remplacer Ernie « Sunshine Sammy » Morrison, premier membre afro-américain et fut surnommé « Pineapple » en raison de sa coupe de cheveux proche de l'ananas.
Il est aussi connu pour avoir formé avec son demi-frère, Freddy Baker, un duo de danseurs de claquettes nommé Jackson Brothers.

## Filmographie partielle
- 1925 : La Petite Annie (Little Annie Rooney) de William Beaudine : Humidor
- 1929 - Hearts in Dixie de Paul Sloane : Chinquapin
- 1930 : Dixiana de Luther Reed
- 1931 : Pur-sang (Sporting Blood) de Charles Brabin : Samy
- 1931 : La Ruée vers l'Ouest (Cimarron) de Wesley Ruggles : Isaiah
- 1935 : Le Chant du Far West (Tumbling Tumbleweeds) de Joseph Kane : Eightball
- 1936 : La Chevauchée solitaire (The Lonely Trail) de Joseph Kane : le joueur d'harmonica
- 1939 : The Lady's from Kentucky d'Alexander Hall
- 1963 : Ma femme est sans critique (Critic's Choice) de Don Weis
- 1965 : Les Prairies de l'honneur (Shenandoah) de Andrew V. McLaglen : Gabriel
- 1973 : Coffy, la panthère noire de Harlem (Coffy) de Jack Hill : L'homme au rally (non crédité)
- 1982 : Bayou Romance de Alan Myerson : Jethro
- 1984 : Swing Shift de Jonathan Demme : Barman chez Kelly's